# Montigny-l'Allier
 Montigny-l'Allier  là một xã ở tỉnh Aisne, vùng Hauts-de-France thuộc miền bắc nước Pháp.